# Salts als Jocs Olímpics d'estiu de 1976
Als Jocs Olímpics d'Estiu de 1976 celebrats a la ciutat de Mont-real (Canadà) es disputaren quatre proves de salts, dues en categoria masculina i dues en categoria femenina. La competició es desenvolupà entre els dies 19 i 27 de juliol de 1976 a la Piscina Olímpica de la ciutat canadenca.

## Comitès participants
Hi participaren un total de 80 saltadors, 41 homes i 39 dones, de 22 comitès nacionals diferents:
| - Austràlia (4) - Àustria (3) - Brasil (1) - Canadà (9) - Espanya (3) - Equador (1) - Estats Units (11) - França (2) - Itàlia (4) - Japó (3) - Kuwait (2) | - Mèxic (5) - Nova Zelanda (1) - Regne Unit (4) - RDA (7) - RFA (4) - Suècia (3) - Tailàndia (1) - Turquia (1) - Txecoslovàquia (1) - Unió Soviètica (11) - Veneçuela (1) |

## Resum de medalles

### Categoria masculina
| Prova                       | Or            | Argent           | Bronze             |
| Trampolí de 3 m. Detalls    | Phil Boggs    | Giorgio Cagnotto | Aleksandr Kosenkov |
| Plataforma de 10 m. Detalls | Klaus Dibiasi | Greg Louganis    | Vladimir Aleynik   |

### Categoria femenina
| Prova                       | Or                    | Argent         | Bronze         |
| Trampolí de 3 m. Detalls    | Jennifer Chandler     | Christa Köhler | Cynthia Potter |
| Plataforma de 10 m. Detalls | Elena Vaytsekhovskaya | Ulrika Knape   | Deborah Wilson |

## Medaller
| Posició | País           | Or | Argent | Bronze | Total |
| 1       | Estats Units   | 2  | 1      | 2      | 5     |
| 2       | Itàlia         | 1  | 1      | 0      | 2     |
| 3       | Unió Soviètica | 1  | 0      | 2      | 3     |
| 4       | RDA            | 0  | 1      | 0      | 1     |
| 4       | Suècia         | 0  | 1      | 0      | 1     |